# 奎宿增五
奎宿增五，即双鱼座64（64 Psc）是双鱼座的一个分光双星系统，视星等为+5.07，距离地球约76光年。